# NGC 3583
NGC 3583 é uma galáxia espiral barrada (SBb) localizada na direcção da constelação de Ursa Major. Possui uma declinação de +48° 19' 06" e uma ascensão recta de 11 horas, 14 minutos e 11,0 segundos.
A galáxia NGC 3583 foi descoberta em 5 de Fevereiro de 1788 por William Herschel.